# بروک آدامز (هنرپیشه)
بروک آدامز (انگلیسی: Brooke Adams؛ زادهٔ ۸ فوریهٔ ۱۹۴۹) هنرپیشه اهل ایالات متحده آمریکا است. وی از سال ۱۹۶۳ میلادی تاکنون مشغول فعالیت بوده است.
از فیلم‌هایی که وی در آن نقش داشته است، می‌توان به روزهای بهشت، گروه پرستاران بچه و شوهر تصادفی اشاره کرد.